# Sarasaeschna kunigamiensis
Sarasaeschna kunigamiensis – gatunek ważki z rodziny żagnicowatych (Aeshnidae).